# Клаусберг, Христлиб
Христлиб Клаусберг (Christlieb von Claus(s)berg; 1689—1751) — крещёный еврей, считался лучшим счетоводом своего времени, был государственным советником и ревизором королевской казны в Дании до вступления на престол Христиана VI.
Его важнейшие сочинения: «Licht und Recht der Kaufmannschaft» (Данциг, 1724—1726), «Demonstrative Rechnenkunst» (Лейпциг, 1732; 5-е изд., 1795) и др. Последнее сочинение ещё и в XIX веке считалось довольно актуальным.